# Jolanta Bebel
Jolanta Krystyna Bebel z domu Rzymowska (ur. 4 grudnia 1950 w Warszawie) – polska florecistka, olimpijka i brązowa medalistka mistrzostw świata, trener szermierki.
Absolwentka warszawskiej AWF. Zawodniczka klubów: CWKS Legia Warszawa i Resovia.
Podczas mistrzostw świata w Wiedniu w 1971 roku wspólnie z Krystyną Machnicką-Urbańską, Barbarą Wysoczańską, Elżbietą Franke i Haliną Balon zajęła trzecie miejsce w turnieju drużynowym.
Na igrzyskach olimpijskich w Monachium w 1972 roku w turnieju drużynowym zajęła siódme miejsce. Na rozgrywanych cztery lata później igrzyskach olimpijskich w Montrealu w tej samej konkurencji była szósta.
11 września 1971 w Rzeszowie zawarła związek małżeński z Bronisławem Bebelem, siatkarzem.

## Osiągnięcia
- 1966
  - 2. miejsce w mistrzostwach Polski we florecie w drużynie
- 1967
  - 2. miejsce w mistrzostwach Polski we florecie w drużynie
- 1968
  - 2. miejsce w mistrzostwach Polski we florecie w drużynie
- 1969
  - 2. miejsce w mistrzostwach Polski we florecie w drużynie
  - 4. miejsce w mistrzostwach świata we florecie indywidualnie
- 1970
  - 1. miejsce w mistrzostwach Polski we florecie w drużynie
  - 5. miejsce w mistrzostwach świata we florecie indywidualnie
- 1971
  - 3. miejsce w mistrzostwach świata we florecie w drużynie
  - 1. miejsce w mistrzostwach Polski we florecie w drużynie
- 1972
  - 2. miejsce w mistrzostwach Polski we florecie w drużynie
- 1973
  - 1. miejsce w mistrzostwach Polski we florecie indywidualnie
  - 1. miejsce w mistrzostwach Polski we florecie w drużynie
  - 5. miejsce w mistrzostwach świata we florecie indywidualnie
- 1976
  - 6. miejsce na igrzyskach olimpijskich we florecie w drużynie

## Nagrody i Odznaczenia
- Brązowy Medal „Za Wybitne Osiągnięcia Sportowe”